# Deliochus pulcher
Deliochus pulcher är en spindelart som beskrevs av William Joseph Rainbow 1916. Deliochus pulcher ingår i släktet Deliochus och familjen käkspindlar.
Artens utbredningsområde är Queensland. Utöver nominatformen finns också underarten D. p. melanius.